# Матео Ковачич
Матео Ковачич (хорв. Mateo Kovačić, нар. 6 травня 1994, Лінц) — хорватський футболіст, півзахисник клубу «Манчестер Сіті» та національної збірної Хорватії.

## Клубна кар'єра

### «Динамо» Загреб

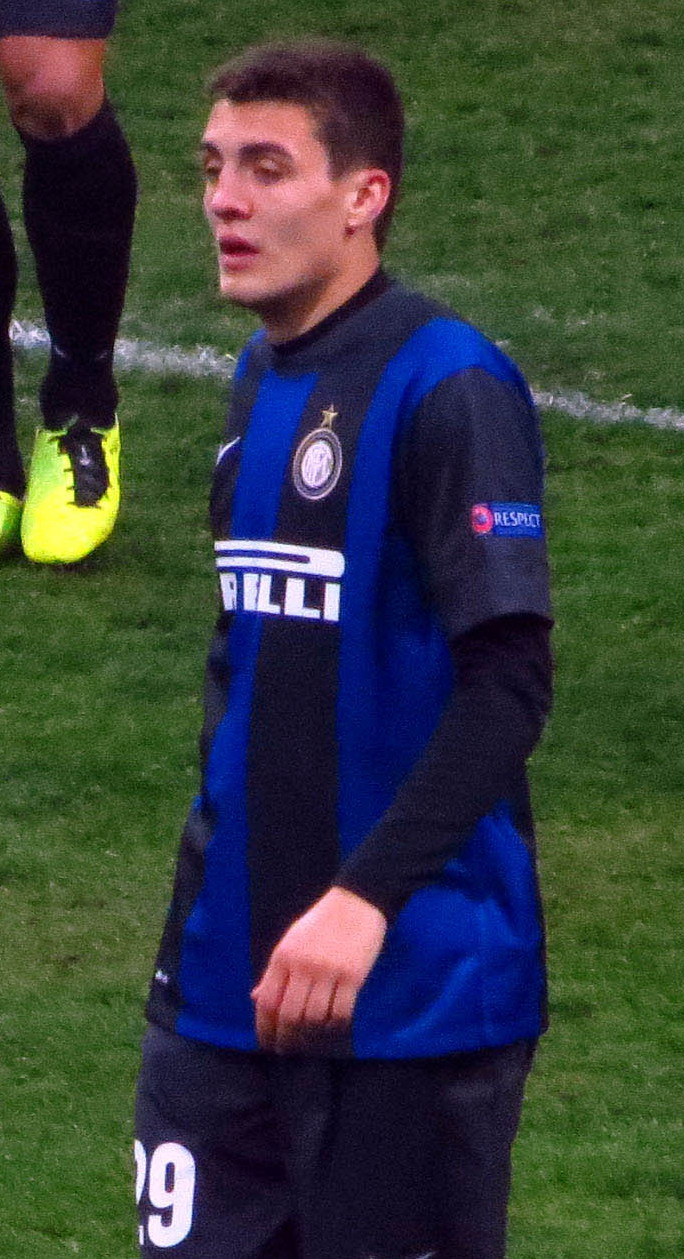
Ковачич у складі «Інтера»

Матео народився в родині боснійських хорватів. Його батьки переїхали в Австрію 1991 року, де і з'явився на світ Ковачич. Свою кар'єру він почав у місцевому «ЛАСКу». У віці 13-и років талановитого півзахисника помітили скаути «Аякса», «Штутгарта», «Баварії» і «Ювентуса», але його родина вирішила переїхати в Загреб, де Матео поступив у футбольну академію місцевого «Динамо».
Виступаючи за молодіжну команду клубу, 2009 року Ковачич отримує перелом ноги, відновлення після якого тривало майже рік. 31 травня 2010 року в матчі проти молодіжної команди «Спліта» півзахисник уперше після травми вийшов на поле.
У жовтні 2010 головний тренер основної команди Вахід Халілходжич почав залучати Матео до тренувань з основним складом, але Ковачич продовжив виступати за молодіжну команду. У листопаді 2010 на матч проти молодіжних команд «Цібалья» та «Загреба» талановитого півзахисника приїжджають переглядати скаути лондонського «Арсеналу».
20 листопада 2010 року в матчі проти «Хрватского Драговоляца» дебютував за «Динамо» в чемпіонаті Хорватії, тоді забив свій перший гол. Уразивши ворота суперників у віці 16 років 198 днів, Ковачич став наймолодшим автором гола в історії хорватської ліги. Попередній рекорд, який протримався всього тиждень, належав партнеру Матео Діно Спехару, який відзначився в 16 років 278 днів.
7 грудня 2011 року в матчі Ліги Чемпіонів проти французького «Ліона» забив гол і став наймолодшим автором гола турніру.

### «Інтернаціонале»
31 січня 2013 року Ковачич перейшов в міланський «Інтернаціонале». Матео взяв собі 10 номер під яким до цього виступав Веслі Снейдер. 3 лютого в поєдинку проти «Сієни» Матео дебютував в Серії А, вийшовши на заміну у другому таймі замість Есекьєля Скелотто. 15 лютого в матчі проти «ЧФР Клуж» відбувся дебют Ковачича в Лізі Європи, в цьому поєдинку Матео відзначився гольовою передачею на Родріго Паласіо та допоміг «Інтеру» здобути перемогу.
Загалом провів за «Інтер» два з половиною сезони, протягом яких трансформувався з перспективного молодого гравця в одного з лідерів півзахисту італійської команди. 16 серпня 2015 року головний тренер команди Роберто Манчіні оголосив, що клуб змушений продати Ковачича аби уникнути порушення вимог фінансового Fair Play.

### «Реал Мадрид»
Новим клубом хорвата став «Реал Мадрид», який сплатив за його перехід 29 мільйонів євро та уклав з ним 6-річний контракт.
У складі мадридського гранда став гравцем ротації, чергуючи виходи на поле у стартовому складі з місцем на лаві для запасних. Регулярно залучався до ігор «вершкових» у Лізі чемпіонів, зробив свій внесок у здобуття ними трьох поспіль титулів клубних чемпіонів Європи протягом 2016—2018 років.
8 серпня 2018 року на умовах річної оренди перейшов до англійського «Челсі». Добре проявив себе у складі «аристократів» і за рік, у липні 2019, прийняв пропозицію залишитися у лондонському клубі на умовах повноцінного контракту, який було укладено на п'ятирічний термін.

## Виступи за збірні

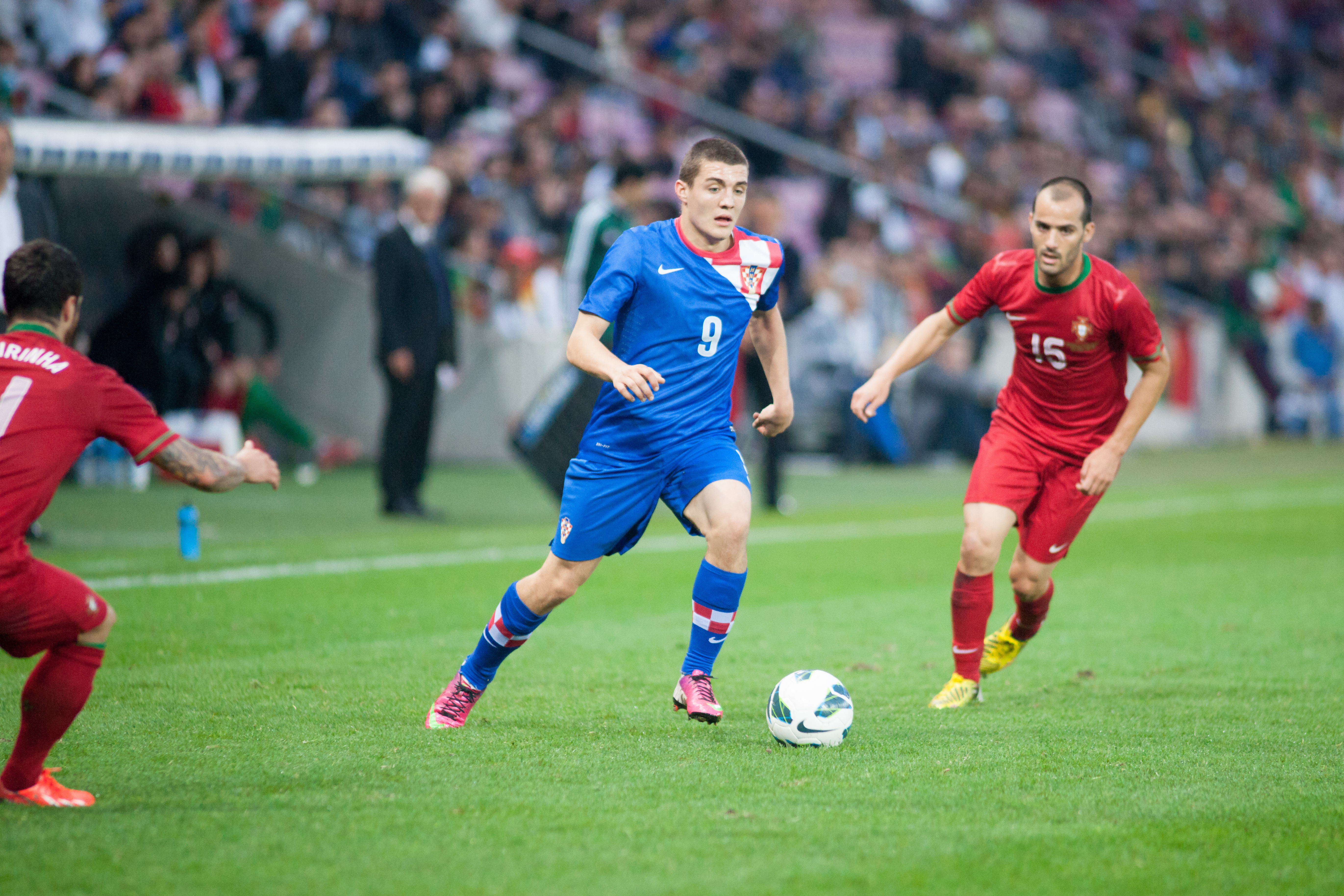
Ковачич у складі збірної Хорватії в матчі проти збірної Португалії

Ковачич виступав за юніорські збірні Хорватії різних вікових категорій. У травні 2008 року він дебютував у збірній до 15 років в поєдинку проти юнаків зі Словаччини.
З жовтня 2010 року він був ключовим футболістом збірної Хорватії не старше 17 років. Його швидкий прогрес та величезний талант породили порівняння з такими зірками футболу, як Вейн Руні, Дієго Марадона та Ліонель Мессі.
У березні 2013 року Матео був викликаний на ігри головної збірної Хорватії проти Сербії та Уельсу. 22 березня у віці 18 років в матчі відбіркового турніру Чемпіонату світу 2014 проти збірної Сербії Ковачич дебютував за першу збірну Хорватії.
Наступного року у складі збірної був учасником чемпіонату світу 2014 року в Бразилії, де зіграв в усіх трьох матчах збірної на турнірі.
На Євро-2016, на якому хорвати дійшли 1/8 фіналу, де мінімально 0:1 програли майбутнім переможцям першості, португальцям, був здебільшого резервним гравцем, додавши по ходу турніру до свого активу лише два виходи на заміну в іграх групового етапу.
На чемпіонаті світу 2018 року, на якому хорвати стали віцечемпіонами світу, також був резервним півзахисником, виходячи на поле на заміну наприкінці матчів.

## Статистика виступів

### Статистика клубних виступів
Станом на 12 листопада 2022 року
| Сезон                       | Команда                     | Чемпіонат                   | Чемпіонат | Чемпіонат | Національний кубок | Національний кубок | Національний кубок | Континентальні кубки | Континентальні кубки | Континентальні кубки | Інші змагання | Інші змагання | Інші змагання | Усього | Усього |
| Сезон                       | Команда                     | Ліга                        | Ігор      | Голів     | Ліга               | Ігор               | Голів              | Ліга                 | Ігор                 | Голів                | Ліга          | Ігор          | Голів         | Ігор   | Голів  |
| --------------------------- | --------------------------- | --------------------------- | --------- | --------- | ------------------ | ------------------ | ------------------ | -------------------- | -------------------- | -------------------- | ------------- | ------------- | ------------- | ------ | ------ |
| 2010–11                     | «Динамо» (Загреб)           | 1. ХФЛ                      | 7         | 1         | КХ                 | 2                  | 0                  | ЛЧ                   | 0                    | 0                    | СХ            | 0             | 0             | 9      | 1      |
| 2011–12                     | «Динамо» (Загреб)           | 1. ХФЛ                      | 25        | 5         | КХ                 | 7                  | 1                  | ЛЧ                   | 12                   | 1                    | -             | -             | -             | 44     | 7      |
| січ. 2013                   | «Динамо» (Загреб)           | 1. ХФЛ                      | 11        | 1         | КХ                 | 1                  | 0                  | ЛЧ                   | 8                    | 0                    | -             | -             | -             | 20     | 1      |
| Усього за «Динамо» (Загреб) | Усього за «Динамо» (Загреб) | Усього за «Динамо» (Загреб) | 43        | 7         |                    | 10                 | 1                  |                      | 20                   | 1                    |               | 0             | 0             | 73     | 9      |
| січ.-черв. 2013             | «Інтернаціонале»            | A                           | 13        | 0         | КІ                 | 1                  | 0                  | ЛЄ                   | 4                    | 0                    | -             | -             | -             | 18     | 0      |
| 2013–14                     | «Інтернаціонале»            | A                           | 32        | 0         | КІ                 | 3                  | 0                  | -                    | -                    | -                    | -             | -             | -             | 35     | 0      |
| 2014–15                     | «Інтернаціонале»            | A                           | 35        | 5         | КІ                 | 1                  | 0                  | ЛЄ                   | 8                    | 3                    | -             | -             | -             | 44     | 8      |
| Усього за «Інтернаціонале»  | Усього за «Інтернаціонале»  | Усього за «Інтернаціонале»  | 80        | 5         |                    | 5                  | 0                  |                      | 12                   | 3                    |               | -             | -             | 97     | 8      |
| 2015–16                     | «Реал Мадрид»               | ПД                          | 25        | 0         | КІ                 | 1                  | 0                  | ЛЧ                   | 8                    | 1                    | -             | -             | -             | 34     | 1      |
| 2016–17                     | «Реал Мадрид»               | ПД                          | 27        | 1         | КІ                 | 4                  | 0                  | ЛЧ                   | 6                    | 1                    | СУ+КЧС        | 1+1           | 0+0           | 39     | 2      |
| 2017–18                     | «Реал Мадрид»               | ПД                          | 21        | 0         | КІ                 | 5                  | 0                  | ЛЧ                   | 7                    | 0                    | СУ+СІ+КЧС     | 0+2+1         | 0             | 36     | 0      |
| Усього за «Реал Мадрид»     | Усього за «Реал Мадрид»     | Усього за «Реал Мадрид»     | 73        | 1         |                    | 10                 | 0                  |                      | 21                   | 2                    |               | 5             | 0             | 109    | 3      |
| 2018–19                     | «Челсі»                     | ПЛ                          | 32        | 0         | КА+КЛ              | 2+5                | 0+0                | ЛЄ                   | 12                   | 0                    | СА            | -             | -             | 51     | 0      |
| 2019–20                     | «Челсі»                     | ПЛ                          | 31        | 1         | КА+КЛ              | 6+1                | 0                  | ЛЧ                   | 8                    | 1                    | СУ            | 1             | 0             | 47     | 2      |
| 2020–21                     | «Челсі»                     | ПЛ                          | 27        | 0         | КА+КЛ              | 3+2                | 0                  | ЛЧ                   | 10                   | 0                    | -             | -             | -             | 42     | 0      |
| 2021–22                     | «Челсі»                     | ПЛ                          | 25        | 2         | КА+КЛ              | 5+5                | 0                  | ЛЧ                   | 6                    | 0                    | СУ+КЧС        | 1+2           | 0             | 44     | 2      |
| 2022–23                     | «Челсі»                     | ПЛ                          | 11        | 0         | КА+КЛ              | 0+1                | 0                  | ЛЧ                   | 5                    | 1                    | -             | -             | -             | 17     | 1      |
| Усього за «Челсі»           | Усього за «Челсі»           | Усього за «Челсі»           | 126       | 3         |                    | 30                 | 0                  |                      | 41                   | 2                    |               | 4             | 0             | 201    | 5      |
| Усього за кар'єру           | Усього за кар'єру           | Усього за кар'єру           | 322       | 15        |                    | 55                 | 1                  |                      | 94                   | 8                    |               | 9             | 0             | 480    | 24     |

### Статистика виступів за збірну
Станом на 27 листопада 2022 року
| Дата       | Місто           | Господарі         | Результат             | Гості       | Турнір                                    | Голи | Примітки    |
| ---------- | --------------- | ----------------- | --------------------- | ----------- | ----------------------------------------- | ---- | ----------- |
| 22-3-2013  | Загреб          | Хорватія          | 2 – 0                 | Сербія      | Відбір до ЧС 2014                         | -    |             |
| 26-3-2013  | Суонсі          | Уельс             | 1 – 2                 | Хорватія    | Відбір до ЧС 2014                         | -    | 61' — 61'   |
| 7-6-2013   | Загреб          | Хорватія          | 0 – 1                 | Шотландія   | Відбір до ЧС 2014                         | -    |             |
| 10-6-2013  | Лансі           | Хорватія          | 0 – 1                 | Португалія  | товариський матч                          | -    | 66'         |
| 6-9-2013   | Белград         | Сербія            | 1 – 1                 | Хорватія    | Відбір до ЧС 2014                         | -    | 63'         |
| 11-10-2013 | Загреб          | Хорватія          | 1 – 2                 | Бельгія     | Відбір до ЧС 2014                         | -    | 65'         |
| 19-11-2013 | Загреб          | Хорватія          | 2 – 0                 | Ісландія    | Відбір до ЧС 2014                         | -    | 75'         |
| 5-3-2014   | Санкт-Галлен    | Швейцарія         | 2 – 2                 | Хорватія    | товариський матч                          | -    | 56'         |
| 31-5-2014  | Осієк           | Хорватія          | 2 – 1                 | Малі        | товариський матч                          | -    | 60'         |
| 7-6-2014   | Сальвадор       | Хорватія          | 1 – 0                 | Австралія   | товариський матч                          | -    | 59'         |
| 12-6-2014  | Сан-Паулу       | Бразилія          | 3 – 1                 | Хорватія    | ЧС 2014 - груповий етап                   | -    | 61'         |
| 18-6-2014  | Манаус          | Камерун           | 0 – 4                 | Хорватія    | ЧС 2014 - груповий етап                   | -    | 72'         |
| 23-6-2014  | Ресіфі          | Хорватія          | 1 – 3                 | Мексика     | ЧС 2014 - груповий етап                   | -    | 58'         |
| 4-9-2014   | Пула            | Хорватія          | 2 – 0                 | Кіпр        | товариський матч                          | -    | 78'         |
| 9-9-2014   | Загреб          | Хорватія          | 2 – 0                 | Мальта      | Відбір до ЧЄ 2016                         | -    | 46'         |
| 10-10-2014 | Софія           | Болгарія          | 0 – 1                 | Хорватія    | Відбір до ЧЄ 2016                         | -    | 80'         |
| 13-10-2014 | Осієк           | Хорватія          | 6 – 0                 | Азербайджан | Відбір до ЧЄ 2016                         | -    | 24'         |
| 12-11-2014 | Лондон          | Аргентина         | 2 – 1                 | Хорватія    | товариський матч                          | -    | 46'         |
| 16-11-2014 | Мілан           | Італія            | 1 – 1                 | Хорватія    | Відбір до ЧЄ 2016                         | -    | 28'         |
| 7-6-2015   | Загреб          | Хорватія          | 4 – 0                 | Гібралтар   | товариський матч                          | 1    | 46'         |
| 12-6-2015  | Спліт           | Хорватія          | 1 – 1                 | Італія      | Відбір до ЧЄ 2016                         | -    | 87' — 90+2' |
| 3-9-2015   | Баку            | Азербайджан       | 0 – 0                 | Хорватія    | Відбір до ЧЄ 2016                         | -    | 59' — 90+2' |
| 10-10-2015 | Загреб          | Хорватія          | 3 – 0                 | Болгарія    | Відбір до ЧЄ 2016                         | -    |             |
| 13-10-2015 | Та-Калі         | Мальта            | 0 – 1                 | Хорватія    | Відбір до ЧЄ 2016                         | -    |             |
| 23-3-2016  | Осієк           | Хорватія          | 2 – 0                 | Ізраїль     | товариський матч                          | -    | 57'         |
| 26-3-2016  | Будапешт        | Угорщина          | 1 – 1                 | Хорватія    | товариський матч                          | -    | 75'         |
| 4-6-2016   | Рієка           | Хорватія          | 10 – 0                | Сан-Марино  | товариський матч                          | -    | 46'         |
| 17-6-2016  | Сент-Етьєн      | Чехія             | 2 – 2                 | Хорватія    | ЧЄ 2016 - груповий етап                   | -    | 62'         |
| 21-6-2016  | Бордо           | Хорватія          | 2 – 1                 | Іспанія     | ЧЄ 2016 - груповий етап                   | -    | 82'         |
| 6-10-2016  | Шкодер          | Косово            | 0 – 6                 | Хорватія    | Відбір до ЧС 2018                         | -    |             |
| 9-10-2016  | Тампере         | Фінляндія         | 0 – 1                 | Хорватія    | Відбір до ЧС 2018                         | -    |             |
| 12-11-2016 | Загреб          | Хорватія          | 2 – 0                 | Ісландія    | Відбір до ЧС 2018                         | -    | 46'         |
| 24-3-2017  | Загреб          | Хорватія          | 1 – 0                 | Україна     | Відбір до ЧС 2018                         | -    | 79'         |
| 28-3-2017  | Таллінн         | Естонія           | 3 – 0                 | Хорватія    | товариський матч                          | -    |             |
| 11-6-2017  | Рейк'явік       | Ісландія          | 1 – 0                 | Хорватія    | Відбір до ЧС 2018                         | -    |             |
| 3-9-2017   | Загреб          | Хорватія          | 1 – 0                 | Косово      | Відбір до ЧС 2018                         | -    | 55'         |
| 5-9-2017   | Ескішехір       | Туреччина         | 1 – 0                 | Хорватія    | Відбір до ЧС 2018                         | -    | 71'         |
| 24-3-2018  | Маямі           | Перу              | 2 – 0                 | Хорватія    | товариський матч                          | -    | 56'         |
| 28-3-2018  | Арлінгтон       | Мексика           | 0 – 1                 | Хорватія    | товариський матч                          | -    |             |
| 3-6-2018   | Ліверпуль       | Бразилія          | 2 – 0                 | Хорватія    | товариський матч                          | -    | 58'         |
| 8-6-2018   | Осієк           | Хорватія          | 2 – 1                 | Сенегал     | товариський матч                          | -    | 65' — 86'   |
| 16-6-2018  | Калінінград     | Хорватія          | 2 – 0                 | Нігерія     | ЧС 2018 - груповий етап                   | -    | 79'         |
| 21-6-2018  | Нижній Новгород | Аргентина         | 0 – 3                 | Хорватія    | ЧС 2018 - груповий етап                   | -    | 82'         |
| 26-6-2018  | Ростов-на-Дону  | Ісландія          | 1 – 2                 | Хорватія    | ЧС 2018 - груповий етап                   | -    | 82'         |
| 1-7-2018   | Нижній Новгород | Хорватія          | 1 – 1 д.ч. (3-2 п.п.) | Данія       | ЧС 2018 - 1/8 фіналу                      | -    | 71'         |
| 7-7-2018   | Сочі            | Росія             | 2 – 2 д.ч. (3-4 п.п.) | Хорватія    | ЧС 2018 - чвертьфінал                     | -    | 88'         |
| 6-9-2018   | Лісабон         | Португалія        | 1 – 1                 | Хорватія    | товариський матч                          | -    | 42'         |
| 11-9-2018  | Ельче           | Іспанія           | 6 – 0                 | Хорватія    | Ліга націй УЄФА 2018—2019 - груповий етап | -    |             |
| 12-10-2018 | Рієка           | Хорватія          | 0 – 0                 | Англія      | Ліга націй УЄФА 2018—2019 - груповий етап | -    | 25' 73'     |
| 21-3-2019  | Загреб          | Хорватія          | 2 – 1                 | Азербайджан | Відбір до ЧЄ 2020                         | -    | 73'         |
| 8-6-2019   | Осієк           | Хорватія          | 2 – 1                 | Уельс       | Відбір до ЧЄ 2020                         | -    | 76'         |
| 11-6-2019  | Вараждин        | Хорватія          | 1 – 2                 | Туніс       | товариський матч                          | -    | 55'         |
| 10-10-2019 | Спліт           | Хорватія          | 3 – 0                 | Угорщина    | Відбір до ЧЄ 2020                         | -    | 67'         |
| 13-10-2019 | Кардіфф         | Уельс             | 1 – 1                 | Хорватія    | Відбір до ЧЄ 2020                         | -    | 46'         |
| 16-11-2019 | Рієка           | Хорватія          | 3 – 1                 | Словаччина  | Відбір до ЧЄ 2020                         | -    | 75'         |
| 19-11-2019 | Пула            | Хорватія          | 2 – 1                 | Грузія      | товариський матч                          | -    | 65'         |
| 5-9-2020   | Порту           | Португалія        | 4 – 1                 | Хорватія    | Ліга націй УЄФА 2020—2021 - груповий етап | -    |             |
| 8-9-2020   | Сен-Дені        | Франція           | 4 – 2                 | Хорватія    | Ліга націй УЄФА 2020—2021 - груповий етап | -    |             |
| 7-10-2020  | Санкт-Галлен    | Швейцарія         | 1 – 2                 | Хорватія    | товариський матч                          | -    | 18' 57'     |
| 11-10-2020 | Загреб          | Хорватія          | 2 – 1                 | Швеція      | Ліга націй УЄФА 2020—2021 - груповий етап | -    | 2' 61'      |
| 14-10-2020 | Загреб          | Хорватія          | 1 – 2                 | Франція     | Ліга націй УЄФА 2020—2021 - груповий етап | -    | 46'         |
| 14-11-2020 | Сульна          | Швеція            | 2 – 1                 | Хорватія    | Ліга націй УЄФА 2020—2021 - груповий етап | -    | 77'         |
| 17-11-2020 | Спліт           | Хорватія          | 2 – 3                 | Португалія  | Ліга націй УЄФА 2020—2021 - груповий етап | 2    | 90+1'       |
| 24-3-2021  | Любляна         | Словенія          | 1 – 0                 | Хорватія    | Відбір до ЧС 2022                         | -    | 83'         |
| 27-3-2021  | Рієка           | Хорватія          | 1 – 0                 | Кіпр        | Відбір до ЧС 2022                         | -    | 76' 90+3'   |
| 30-3-2021  | Рієка           | Хорватія          | 3 – 0                 | Мальта      | Відбір до ЧС 2022                         | -    |             |
| 6-6-2021   | Брюссель        | Бельгія           | 1 – 0                 | Хорватія    | товариський матч                          | -    | 62'         |
| 13-6-2021  | Лондон          | Англія            | 1 – 0                 | Хорватія    | ЧЄ 2020 - груповий етап                   | -    | 48' 85'     |
| 18-6-2021  | Глазго          | Хорватія          | 1 – 1                 | Чехія       | ЧЄ 2020 - груповий етап                   | -    | 87'         |
| 22-6-2021  | Глазго          | Хорватія          | 3 – 1                 | Шотландія   | ЧЄ 2020 - груповий етап                   | -    |             |
| 28-6-2021  | Копенгаген      | Хорватія          | 3 – 5 д.ч.            | Іспанія     | ЧЄ 2020 - 1/8 фіналу                      | -    | 79'         |
| 1-9-2021   | Москва          | Росія             | 0 – 0                 | Хорватія    | Відбір до ЧС 2022                         | -    |             |
| 4-9-2021   | Братислава      | Словаччина        | 0 – 1                 | Хорватія    | Відбір до ЧС 2022                         | -    | 84'         |
| 7-9-2021   | Спліт           | Хорватія          | 3 – 0                 | Словенія    | Відбір до ЧС 2022                         | -    | 76'         |
| 8-10-2021  | Ларнака         | Кіпр              | 0 – 3                 | Хорватія    | Відбір до ЧС 2022                         | -    | 33' 63'     |
| 26-3-2022  | Ер-Раян         | Хорватія          | 1 – 1                 | Словенія    | товариський матч                          | -    | 69'         |
| 29-3-2022  | Ер-Раян         | Хорватія          | 2 – 1                 | Болгарія    | товариський матч                          | -    | 46'         |
| 3-6-2022   | Осієк           | Хорватія          | 0 – 3                 | Австрія     | Ліга націй УЄФА 2022—2023 - груповий етап | -    | Cap. 78'    |
| 6-6-2022   | Спліт           | Хорватія          | 1 – 1                 | Франція     | Ліга націй УЄФА 2022—2023 - груповий етап | -    | 79'         |
| 10-6-2022  | Копенгаген      | Данія             | 0 – 1                 | Хорватія    | Ліга націй УЄФА 2022—2023 - груповий етап | -    | 46'         |
| 13-6-2022  | Сен-Дені        | Франція           | 0 – 1                 | Хорватія    | Ліга націй УЄФА 2022—2023 - груповий етап | -    | 90+1'       |
| 22-9-2022  | Загреб          | Хорватія          | 2 – 1                 | Данія       | Ліга націй УЄФА 2022—2023 - груповий етап | -    | 78'         |
| 25-9-2022  | Відень          | Австрія           | 1 – 3                 | Хорватія    | Ліга націй УЄФА 2022—2023 - груповий етап | -    | 85'         |
| 16-11-2022 | Ер-Ріяд         | Саудівська Аравія | 0 – 1                 | Хорватія    | товариський матч                          | -    | 46'         |
| 23-11-2022 | Ель-Хаур        | Марокко           | 0 – 0                 | Хорватія    | ЧС 2022 - груповий етап                   | -    | 79'         |
| 27-11-2022 | Ер-Раян         | Хорватія          | 4 – 1                 | Канада      | ЧС 2022 - груповий етап                   | -    | 86'         |
| Усього     |                 | Матчів            | 86                    |             | Голів                                     | 3    |             |

| Дата       | Місто    | Господарі | Результат | Гості    | Турнір                             | Голи | Примітки |
| ---------- | -------- | --------- | --------- | -------- | ---------------------------------- | ---- | -------- |
| 3-6-2011   | Дугополє | Хорватія  | 0 – 1     | Грузія   | Кваліфікація молодіжного Євро-2013 | -    | 51'      |
| 5-9-2011   | Сьйон    | Швейцарія | 4 – 0     | Хорватія | Кваліфікація молодіжного Євро-2013 | -    | 51'      |
| 6-10-2011  | Осієк    | Хорватія  | 0 – 2     | Іспанія  | Кваліфікація молодіжного Євро-2013 | -    |          |
| 10-10-2011 | Тарту    | Естонія   | 0 – 1     | Хорватія | Кваліфікація молодіжного Євро-2013 | -    |          |
| 9-9-2013   | Львів    | Україна   | 0 – 2     | Хорватія | Кваліфікація молодіжного Євро-2015 | -    | 86'      |
| 14-10-2013 | Лугано   | Швейцарія | 0 – 2     | Хорватія | Кваліфікація молодіжного Євро-2015 | -    | 70'      |
| 28-5-2014  | Загреб   | Хорватія  | 1 – 1     | Україна  | Кваліфікація молодіжного Євро-2015 | -    |          |
| 17-11-2015 | Рієка    | Хорватія  | 2 – 3     | Іспанія  | Кваліфікація молодіжного Євро-2017 | -    |          |
| Усього     |          | Матчів    | 8         |          | Голів                              | 0    |          |

## Титули та досягнення
«Динамо»
- Чемпіон Хорватії: 2010-11, 2011-12
- Володар кубка Хорватії: 2010-11, 2011-12

«Реал Мадрид»
- Чемпіон Іспанії: 2016-17
- Володар Суперкубка Іспанії: 2017
- Переможець Ліги Чемпіонів УЄФА: 2015-16, 2016-17, 2017-18
- Володар Суперкубка УЄФА: 2016, 2017
- Переможець Клубного чемпіонату світу: 2016, 2017

«Челсі»
- Переможець Ліги Європи УЄФА: 2018-19
- Переможець Ліги чемпіонів УЄФА: 2020-21
- Володар Суперкубка УЄФА: 2021
- Переможець Клубного чемпіонату світу: 2021

«Манчестер Сіті»
- Чемпіон Англії:  2023-24
- Володар Суперкубка УЄФА: 2023
- Переможець Клубного чемпіонату світу: 2023
- Володар Суперкубка Англії: 2024

Хорватія
- Віце-чемпіон світу: 2018
- Бронзовий призер чемпіонату світу: 2022